# 大橋晋
大橋 晋（おおはし しん、1991年11月7日 - ）は、日本の元ラグビー選手。

## プロフィール
- 大阪府出身[1]。
- ポジションはセンター(CTB)。
- 身長 171cm、体重 91kg
- ニックネームは又三、おしん。

## 来歴
ラグビーを始めたきっかけは父の影響から。
2010年、常翔学園高校、帝京大学に入る。
2014年、帝京大学卒業後、豊田自動織機シャトルズ(現・豊田自動織機シャトルズ愛知)に加入。
2016年10月1日に行われたジャパンラグビートップリーグ第5節の神戸製鋼コベルコスティーラーズ戦に途中出場で公式戦初出場を果たした。
2022年、現役を引退した。